# Dyenmonus bimaculicollis
Dyenmonus bimaculicollis là một loài bọ cánh cứng trong họ Cerambycidae.